# Дархинтуй
Дархинту́й (бур. Дархинта) — улус в Закаменском районе Бурятии. Входит в сельское поселение «Ехэ-Цакирское».

## География
Расположен на левом берегу реки Дархинтуй (правый приток Хамнея), в 40 км к северо-западу от центра сельского поселения — улуса Ехэ-Цакир.

## Население
| 2002 | 2010 |
| ---- | ---- |
| 71   | ↘59  |